# Cranmore (Somerset)
Cranmore est une paroisse civile et un village du Somerset, en Angleterre.